# Kopcie (województwo podkarpackie)
Kopcie – wieś w Polsce położona w województwie podkarpackim, w powiecie kolbuszowskim, w gminie Dzikowiec.
| SIMC    | Nazwa        | Rodzaj    |
| ------- | ------------ | --------- |
| 0661842 | Górale       | część wsi |
| 0661859 | Gutowiec     | część wsi |
| 0661865 | Poddębina    | część wsi |
| 0661871 | Podłężniówka | część wsi |
| 0661888 | Rogacz       | część wsi |
| 0661894 | Sobale       | część wsi |
| 0661902 | Sobolów      | część wsi |
| 0661919 | Stare Kopcie | część wsi |
| 0661925 | Tęcze        | część wsi |
| 0661931 | Wysokoniwka  | część wsi |
| 0661948 | Zagórcze     | część wsi |
| 0661954 | Żarkowina    | część wsi |

Miejscowość jest siedzibą rzymskokatolickiej parafii pw. Niepokalanego Serca Najświętszej Maryi Panny należącej do dekanatu Raniżów w diecezji sandomierskiej.
W latach 1975–1998 miejscowość administracyjnie należała do województwa rzeszowskiego.
Powstały na przełomie XVII i XVIII wieku jako osada leśna i do 1740 były przysiółkiem Lipnicy.